# Touggourt
Touggourt (arabsko ﺗﻗﺮت or تڤرت; berbersko ⵜⵓⴳⵓⵔⵜ, Tugurt; lit=prehod' ali 'vrata') je mesto in občina, nekdanji sultanat in glavno mesto okrožja Touggourt v provinci Touggourt v Alžiriji, zgrajeno poleg oaze v Sahari. Po popisu leta 2008 je občina imela 39.409 prebivalcev, kar je več od 32.940 leta 1998 in letno stopnjo rasti 1,8 %. Mestno območje Touggourta vključuje občine Nezla, Tebesbest in Zaouia El Abidia s skupno 146.108 prebivalci.
Touggourt je znan po svojih datljevih drevesih. Prej je bil obdan z jarkom, ki so ga Francozi zasuli. Bradt Travel Guides ga opisujejo kot »večinoma sodobno mesto blokovske arhitekture« in »večinoma neprivlačno. Središče je večino dneva tiho zaradi vročine, vendar je bolj aktivno ponoči, ko ljudje stopijo na ulice.«

## Zgodovina

### Islamsko obdobje
Po Ibn Khaldounu je del berberskega plemena Righa postal gospodar celotne regije med Biskro in Ouarglo, kjer se je pomešal z drugimi prebivalci Zenete. Touggourt je ustanovil Banou Ifren (Beni Ifren). Mesto postane odvisno od vladarjev Magreba ali guvernerjev Biskre.
Dinastija Beni Djellab je v regiji vladala med letoma 1414 in 1854. Konec 15. stoletja je izkoristila svoj status sunitskega mesta, da je v lastno korist preusmerila karavane romarjev z zahoda na škodo Ouargle.
Sredi 16. stoletja je alžirski beylerbey Salah Raïs poklonil prebivalcem Touggourta in Ouargla. Leo Africanus piše v 16. stoletju: »Obdaja ga zid iz ruševin in gline […] Okoli Touggourta je več gradov in vasi ter tudi naseljenih krajev na razdalji, ki doseže tri ali štiri dni hoje. Vsak od njih je odvisen od gospodarja Touggourta«.
V 18. stoletju so Touggourt znova postavili pod nadzor bodisi plemen Zab, ki jih je vodil »Šejk El Arab« bodisi Ben Gana iz Biskre. To obdobje zaznamujejo boji med saharskimi mesti na eni strani ter beduinskimi mesti in plemeni na drugi strani.

### Francosko kolonialno obdobje
Po zavzetju Biskre je poglavar Touggourta priznal francosko oblast. Po njegovi smrti leta 1854 je poveljstvo nad regijo prevzel človek po imenu Sliman. Leta 1854 so francoske kolonialne oblasti v Alžiriji odpravile sultanat. Francoske kolonialne oblasti so odstavile šejka Slimana, zadnjega kralja Beni Djellaba. Med uporom leta 1871 so mestno garnizijo pobili.
Naraščanje prebivalstva v začetku 19. stoletja je skoraj povzročilo, da so vodnjaki presahnili. Leta 1886 je globoko vrtanje omogočilo, da so palme rešili pred propadom. Mesto je imelo koristi od železnice, zgrajene leta 1914 in katere vrhunec je bila iz Skikde, zagotovila je pretovor za velik del Sahare. V začetku 20. stoletja je bil zelo priljubljen med orientalisti.
Touggourt, kot se zdaj piše, je postal eno od prvih šestih (1902), nato štirih (1905) avtonomnih upravnih okrožij Territoires du Sud (Južna ozemlja), ki so bila leta 1957 najprej združena, nato reorganizirana v dva redna francoska departmaja. Tuggert je postal del Oasis (sedež prefekture Ouargla).
7. marca 1962, na predvečer zadnjega kroga pogajanj za Evianske sporazume, je prebivalstvo Touggourta, tako kot prebivalstvo Ouargle, vstalo in zavrnilo delitev Alžirije.

## Geografija
Touggourt leži na zahodni strani obsežnega sistema oaz, ki podpira nasade palm in drugo poljedelstvo na območju 50 kilometrov od severa proti jugu. Druga mesta okoli oaz so Sidi Slimane in Megarine na severu ter Tamacine in Balidat Ameur na jugu. Sistem je povezan tudi z več oazami bolj severno v provinci El Oued, vključno z mestoma Džamaa in El M'Ghair. Zunaj oaz je dežela suha in pusta, z obsežnimi peščenimi sipinami tako zahodno kot vzhodno od mesta.
Občina je sestavljena iz devetih krajev.
- Quartier de Mestaoua
- Sidi Abdessalem
- Baalouche
- Chateau d'eau
- Emir Abdelkader
- La gare
- Sidi Bouaziz
- Zone Industrielle
- Nouvelle Zone d'Activité

### Podnebje
Touggourt ima vroče puščavsko podnebje (Köppenova podnebna klasifikacija BWh) z dolgimi, izjemno vročimi poletji in kratkimi, toplimi zimami. Povprečne visoke temperature so dosledno nad 40 °C junija, julija, avgusta in septembra in dosežejo najvišjo vrednost skoraj 45 °C julija. Tudi povprečne nizke temperature poleti so zelo visoke, nad 26 °C in običajno nad 29 °C v najbolj vročem mesecu. Povprečna letna količina padavin je okoli 55 mm, poletja pa so še posebej suha. 30. julija 2023 je bila v Touggourtu zabeležena najvišja temperatura 50,3 °C.

## Dediščina
Stari ksar (utrdba) Mestaoua predstavlja zgodovinsko srce mesta Touggourt, ki je nastal pred 15. stoletjem. Ulice so prekrite s palmovimi debli. Vključuje nekaj stavb, povezanih s staro mošejo, in tržnico, obdano z obzidjem, ki se odpira navzven skozi tri velika vrata: bab es-salem, bab lebled in bab lekdar.
Močno degradiran ksar je bil vključen v dodatni popis krajev in spomenikov, razvrščenih kot alžirska dediščina, kot je Sidi El Hachimi zaouïa; sedež radia in šole El Filah. Poleg tega je bil tajen tudi center za pridržanje in mučenje Touggourt, ki so ga leta 1957 postavile kolonialne oblasti.
Veliko mošejo v Touggourtu, imenovano Djamaa El-Atik ('starodavna mošeja') ali Djamaâ El-Kebir, je ustanovil sultan Ibrahim Ben-Djellab leta 1805 (1220 AH). Stoji v starem ksarju in je sestavljena iz velikega dvorišča, obdanega z arkadami, pa tudi dveh majhnih teras, vodnjaka, velike zelene kupole in kvadratnega minareta.
Grobnice kraljev so na družinskem pokopališču kraljev Touggourta v središču mesta in predstavljajo pobeljene kupole.
- Djamaâ El-Kebir
- Ksarska vrata, fasada je bila obnovljena, vendar vidna degradacija znotraj
- Uličice Ksarja so prekrite s palmovimi debli
- Grobnice kraljev
- Sultanova palača